# 유리화 (드라마)
유리화(琉璃畵)는 SBS에서 2004년 12월 1일 ~ 2005년 2월 3일에 방송되었던 SBS 드라마 스페셜이다.
일본에서는 ガラスの華라는 제목으로 알려져 있다.
한편, 어렸을 때 일본으로 입양간 한동주 역을 맡은 이동건의 일본어 발음이 좋지 않았다는 지적을 받았고 유민(장수연 역)의 배역은 당초 일본인으로 설정됐으나 계약 후 한국의 톱여배우로 바뀌었으며 대본까지 늦게 나와 연습할 시간도 제대로 확보하지 못한 채 부족한 연기를 선보여 시청자들의 거센 비난을 사야 했고 이 때문에 유민은 제작진과의 협의 끝에 자진하여 해당 작품에서 도중하차했다.

## 등장 인물
- 김하늘 : 신지수 역 (아역: 박은빈)
- 이동건 : 한동주 / 야마모토 유이치 역
- 김성수 : 박기태 역
- 조이진 : 박태희 역
- 심지호 : 신지석 역
- 김세아
- 안혜란
- 유민 : 장수연 역
- 노주현 : 기태 부, 박 회장 역
- 이응경 : 차진주 역
- 한인수 : 신재만 / 야마모토 유키오 역
- 구로다 후쿠미
- 가네코 노보루 : 다니 마사토 역
- 박은빈 : 신지수 어린시절 역
- 김형범
- 황보라

## 결방
- 2004년 12월 29일 - <가요대전> 편성[4]
- 2004년 12월 30일 - 송년특집 <빅스타 명장면 NG열전> 편성[5]